# Чхартишвили, Бахва Корнелиевич
Чхартишвили Бахва Корнелиевич (род. 10 октября 1967, с. Байлети, Махарадзевский район, Гурия) — советский украинский борец греко-римского стиля, мастер спорта СССР по классической борьбе (1986), мастер спорта Украины международного класса по греко-римской борьбе (1995), член сборной команды СССР среди юниоров 1985—1989 годов, член сборной команды СССР 1990—1991 годов, член сборной команды Украины 1990—1996 годов.

## Биография
Увлекся борьбой мальчишкой, после яркой победы на Олимпиаде-80 односельчанина и соседа Благидзе Вахтанга Германовича.
Под руководством первого тренера Муджири Реваза стал чемпионом школьной спартакиады Грузии.
С 1985 г. переехал в Украину, в г. Николаев, где под руководством тренера Купрадзе Дмитрия продолжил свою спортивную карьеру. За год интенсивных тренировок Купрадзе Д. личным примером многому научил молодого спортсмена, вложил неоценимый багаж знаний, осуществил важнейшую подготовку для дальнейшей спортивной карьеры борца.
С 1988 г. тренировался под руководством Андреева Сергея Львовича- чемпиона и призёра чемпионатов СССР.
С 1990 г. тренировался под руководством Задверняка Дмитрия Ивановича — чемпиона и призёра чемпионатов СССР.
В 1994 г. по результатам серии отборочных турниров, по решению Федерации греко-римской борьбы Украины Чхартишвили Б. стал членом национальной команды для участия в чемпионате Европы. Однако, в обход правил отбора, за три дня до отъезда на чемпионат, вследствие организации главным тренером сборной так называемой «прикидки», психологически неожиданной для спортсмена, решение было изменено в пользу борца, не проходившего необходимого отбора.
С 1994 г. тренировался под руководством Савлохова Бориса Сослановича — заслуженного тренера СССР, России, Украины.
Спортивную карьеру Чхартишвили Б. К. закончил вследствие полученной спортивной травмы в 1996 г.
Ныне вице-президент Общественной организации «Федерация спортивных видов борьбы (борьба греко-римская, борьба сумо, борьба на поясах и другие виды борьбы)».
Имеет троих детей (Корнели, Лонда, Мариам).

## Спортивная карьера
- Победитель Первенства СССР среди молодежи, г. Хабаровск.
- Победитель Первенства ВЦСПС, г. Ташкент.
- Участник 58-го Чемпионата СССР (1989 г., г. Минск).
- Победитель 29-го Гран-при Ивана Поддубного — международного турнира по греко-римской борьбе (1990 г., г. Москва).
- Участник 60-го Чемпионата СССР (1991 г., г. Запорожье).
- Участник Кубка СССР по борьбе (1991 г., г. Ленинград).
- Бронзовый призёр (до 90 кг) Чемпионата СНГ по греко-римской борьбе (1992, г. Ростов-на-Дону).
- Победитель 32-го Гран-при Ивана Поддубного —международного турнира по греко-римской борьбе (1993 г., г. Москва).
- Участник Чемпионата мира по борьбе (1993 г., г. Стокгольм) — 5 место.
- Победитель Гран-при в Турции — международного турнира (1994 г.)
- Победитель Гран-при во Франции — международного турнира (1995 г.)
- Четырёхкратный чемпион Украины, двукратный призёр чемпионатов Украины.
- Участник многих международных турниров: Болгария, Венгрия, Россия, США, Греция, Германия, Италия, Южная Корея.